# Le Quatrième Duel
 (novembre 2024).
- Si vous ne connaissez pas le sujet, laissez ce bandeau (vous pouvez alors contacter les auteurs).
- Si vous supprimez le contenu mis en cause (vous pouvez préalablement contacter les auteurs),

argumentez précisément cette suppression dans la page de discussion
(un manque de référence n'est pas un argument ; une recherche réelle de référence doit avoir été effectuée, être formellement documentée).
 (novembre 2024).
Si vous disposez d'ouvrages ou d'articles de référence ou si vous connaissez des sites web de qualité traitant du thème abordé ici, merci de compléter l'article en donnant les références utiles à sa vérifiabilité et en les liant à la section « Notes et références ».
Le Quatrième Duel est un jeu télévisé français, diffusé sur France 2 pendant les étés de 2008 à 2013 (à l'exception de 2011).

## Diffusion
Du 5 juillet 2008 au 31 août 2008, Tania Young présente Le Quatrième Duel chaque samedi et chaque dimanche à 19 h,.
Du 29 juin 2009 au 14 août 2009, l'émission revient pour une seconde saison, présentée par Julien Courbet, du lundi au vendredi en access prime-time en lieu et place de l'émission N'oubliez pas les paroles.
La troisième saison est diffusée le week-end à 19 h du 4 juillet 2010 à fin août 2010,.
Le 30 octobre 2010, Le Quatrième Duel revient à l'antenne tous les samedis à 18 h jusqu'au 7 mai 2011[réf. nécessaire] en remplacement du Bêtisier du samedi dont la chaîne juge les audiences insuffisantes.
Absent en 2011, le jeu revient tous les samedis et dimanches à 19 h le 16 juin 2012, mais en raison des Jeux olympiques de Londres, il n'est pas diffusé du 28 juillet au 12 août, et termine sa session estivale au début septembre 2012.
Désormais animé par Bruno Guillon, le jeu est de retour du 29 juin au 7 septembre 2013, toujours à 19 h le samedi et le dimanche.

### Émissions spéciales
Le 23 juin 2009, une émission spéciale est diffusée en première partie de soirée à 20 h 35. Des personnalités s'affrontent dans un tournoi : Clotilde Courau, Arnaud Gidoin, Yvan Le Bolloc'h, Virginie Lemoine, Danièle Évenou, Vincent Moscato, Laurent Kerusoré et Martin Lamotte. Ce dernier remporte le tournoi et récolte donc 101 000 euros au profit de l'association « Dessine-moi un mouton ».

## Concept et règles du jeu

### Le duel
Deux candidats, possédant chacun dix jetons, sont face à face et répondent en même temps aux mêmes questions. 
Pour chaque question, quatre réponses sont proposées. Le candidat choisit sa réponse en plaçant l'un de ses jetons sur la réponse choisie. S'il hésite entre plusieurs réponses, celui-ci peut poser des jetons sur plusieurs réponses s'il a assez de jetons pour le faire. Le candidat qui ne choisit pas la bonne réponse est immédiatement éliminé. 
Si les deux candidats ont posé un jeton sur la bonne réponse, les candidats récupèrent le jeton posé sur la bonne réponse et l'animateur pose la question suivante. Les autres jetons posés sont définitivement perdus.
Les candidats ont également deux accélérateurs qu'ils peuvent utiliser à tout moment : lorsqu'il est utilisé, l'adversaire doit répondre dans les cinq secondes qui suivent (à partir de l'automne 2010, sept secondes jusqu'à l'été 2010), ce qui peut pousser les candidats mis sous pression à utiliser plus de jetons qu’ils n'auraient utilisé en temps normal.
Jusqu'à l'été 2010, lorsque les deux candidats ne posent pas de jeton sur la bonne réponse, personne ne gagne le duel et deux nouveaux candidats s'affrontent au duel suivant. Désormais, depuis l'automne 2010, lorsque ce cas de figure arrive, les deux candidats doivent répondre à « la mort subite » : chaque candidat a trois jetons et celui qui donne la bonne réponse et qui a posé le moins de jetons remporte le duel. Chaque duel a donc maintenant toujours un vainqueur.
En 2012, les candidats ont 20 secondes pour répondre.
En 2013, les candidats ont 15 secondes pour répondre et le jeu de l'adversaire n'est révélé qu'une fois que le vainqueur d'un duel a validé sa (ses) réponse(s). De plus, il n'y a plus que trois propositions de réponse au lieu de quatre.

### Duel gagné en 2008
Lors d'un duel, chaque bonne réponse à une question rapporte 1 000 euros au candidat ayant gagné le duel. Il peut ensuite choisir son adversaire pour le duel suivant parmi trois candidats proposés. Arrivé au 4e duel, le candidat peut le tenter pour gagner 100 000 €. S'il perd le duel, il perd tous ses gains accumulés depuis le début de la partie.

### Question bonus (2009-2010)
Après chaque duel gagné, le vainqueur doit répondre à la question bonus avant de choisir un adversaire pour le duel suivant. Le candidat a en sa possession trois jetons et a sept secondes pour répondre à la question bonus. En fonction du nombre de jetons utilisé, le candidat gagne une somme plus ou moins importante (plus le candidat pose de jetons, plus la somme à gagner se réduit : s'il place deux jetons, il joue pour 40 % ; et s'il en place trois, il joue pour 20 %).
| Duel | Gains pour 3 jetons | Gains pour 2 jetons | Gains pour 1 jeton |
| ---- | ------------------- | ------------------- | ------------------ |
| 1er  | 1 000 €             | 2 000 €             | 5 000 €            |
| 2e   | 2 000 €             | 4 000 €             | 10 000 €           |
| 3e   | 4 000 €             | 8 000 €             | 20 000 €           |

Si un candidat perd au 2e ou 3e duel, il repart avec les gains précédemment acquis. 
Si un candidat gagne trois duels, il peut partir avec ses gains précédemment acquis ou tenter le 4e duel au risque du tout perdre. S'il gagne le 4e duel, il ne participe pas à la question bonus et gagne 50 000 € en plus de ses gains. Un candidat peut donc gagner jusqu'à 85 000 €.

### Question superbonus (2012-2013)

#### 2012
Après deux ans d'absence, le jeu revient durant l'été 2012. Un changement de règles apparaît après chaque duel gagné, le vainqueur doit répondre à une pyramide de questions.[réf. souhaitée]
| Pyramide    | Gains    |
| ----------- | -------- |
| 1er échelon | 500 €    |
| 2e échelon  | 1 000 €  |
| 3e échelon  | 2 000 €  |
| 4e échelon  | 3 000 €  |
| 5e échelon  | 6 000 €  |
| 6e échelon  | 15 000 € |
| 7e échelon  | 50 000 € |

Au départ de chaque superbonus, le candidat dispose de 3 jetons dorés après son 1er duel, de 4 jetons dorés après son 2e duel et de 5 jetons dorés après son 3e duel. Il lui faut poser un jeton doré sur la bonne réponse pour passer à l'échelon supérieur. Tous les jetons mal placés sont perdus. Il a toutefois la possibilité de geler ses gains après avoir vu la question (mais pas les réponses). Dans ce cas, le superbonus s'arrête et le candidat a potentiellement gagné cette somme.[réf. souhaitée]
Dès qu'il gagne le 7e échelon, sa participation au 4e duel s'arrête, et il gagne 50 000 € (gain maximal). Si au 3e superbonus, le candidat n'a toujours pas atteint le 7e échelon, il peut tenter le 4e duel : s'il le gagne, le gain de 50 000 € est immédiat sans avoir besoin de rejouer une 4e pyramide.[réf. souhaitée] La règle du jeu stipule que si un candidat lors d'un superbonus dépasse le montant des gains gelés lors d'un précédent superbonus, les gains bloqués précédemment sont annulés : s'il perd, il ne gagne rien.[réf. souhaitée]
Une seule candidate est parvenue à gagner 50 000 € lors du 4e duel, il s'agit de Sylvie. Toutefois, d'autres candidats ont tenté le 4e duel mais ont échoué et sont donc repartis avec 0 €.

#### 2013
En 2013, le candidat peut gagner jusqu'à 20 000 € après chaque duel et doit répondre à une pyramide de 9 questions.
| Pyramide              | Gains    |
| --------------------- | -------- |
| 1er échelon           | 500 €    |
| 2e échelon            | 1 000 €  |
| 3e échelon            | 2 000 €  |
| 4e échelon            | 3 000 €  |
| 5e échelon            | 4 000 €  |
| 6e échelon            | 5 000 €  |
| 7e échelon            | 10 000 € |
| 8e échelon            | 15 000 € |
| 9e échelon (duel 1-3) | 20 000 € |
| 9e échelon (4e duel)  | 50 000 € |

Le candidat dispose de 4 jetons au 1er duel, puis de 5 au 2e duel, et de 6 au 3e duel. S'il remporte le 4e duel, il tentera de gravir une échelle de gains lui permettant de gagner jusqu'à 50 000 €, avec l'aide de 7 jetons !

## Identité sonore
Durant la période de Julien Courbet (2009-2012), Le 4e Duel diffuse tout au long de la partie des musiques et des sons.

### Musiques
- Au début de l'émission, et lorsqu'un candidat remportait le 4e duel (à l'été 2010) : I Gotta Feeling des Black Eyed Peas.
- À la présentation des candidats (à l'été 2010) : We won't get fooled again de The Who, générique de la série Les Experts : Miami (pourtant diffusée sur TF1).
- Lorsqu'un duel va commencer, en particulier lorsque l'animateur présente le face-à-face entre les deux candidats : Eye of the Tiger de Survivor, bande originale de Rocky 3, l'œil du tigre.
- À la question bonus (2009 à 2011) et au superbonus, avant de poser la question : début du générique du film Mission impossible 2.
- Lorsque les deux candidats disposent simultanément de moins de quatre jetons (ils ne peuvent plus couvrir le risque), ce que l'animateur annonce comme la « Séquence danger » : sample principal du générique du film Mission impossible 2 transposé d'un demi-ton plus bas. Depuis 2012, ce jingle est joué lorsqu'un candidat ne dispose que d'un seul jeton (l'animateur l'appelle désormais la « super danger zone »).
- Lorsqu'un candidat remporte le 4e duel (depuis l'automne 2010) : Tomorrow Can Wait de David Guetta. En juillet 2012, lors de la victoire de Sylvie au 4e duel, c'est La Marseillaise qui est diffusée.

### Sons
- Lorsqu'un candidat ne dispose plus que de deux ou trois jetons dans un duel, « l'orage » retentit car le candidat ne peut plus couvrir le risque.
- Lorsqu'un candidat ne dispose plus que d'un seul jeton dans un duel, « l'alerte rouge » (ou « l'alarme ») retentit car le candidat doit obligatoirement poser son jeton sur la bonne réponse pour rester en jeu (il est parfois remplacé par le sample de Mission : Impossible 2 lorsque l'animateur l'annonce comme la « danger zone » selon les duels).
- En 2012, une prière est parfois diffusée pour encourager les candidats à résister en cas de situation difficile (moins de quatre jetons, où à l'approche des 50 000 euros du superbonus), ou lorsqu'un candidat risque de quitter à la fin du duel.
- En 2012, l'animateur annonce le niveau à deux et trois jetons restants comme la « danger zone », et celui à un seul jeton comme la « super danger zone ».

## Versions étrangères
Le 4e Duel est un format d'émission d'origine française exporté début 2009 dans une vingtaine de pays sous le nom de Duel. Des versions locales de l'émission sont ainsi diffusées sur ABC aux États-Unis ou sur ITV au Royaume-Uni.